# Anfiteatro El Patagual
El anfiteatro del Parque El Patagual se encuentra ubicado en la comuna de Olmué, Valparaíso, Chile. En el escenario se realiza cada mes de enero el tradicional Festival del Huaso de Olmué, uno de los eventos musicales más importantes del país.

## Historia
El terreno donde se ubica el anfiteatro habría pasado a ser parte del municipio en el año 1944, donde posteriormente se construyó el edificio consistorial de Olmué y en la parte trasera del sitio se inició el Festival del Huaso de Olmué desde el año 1970, formando el escenario del Parque El Patagual.
El nombre del recinto proviene de las pataguas que se encontraban en el paraje.